# Associazione Sportiva Dilettantistica GEAS Basket 2006-2007

## Verdetti stagionali
Competizioni nazionali
- Serie A2:

stagione regolare: 8º posto su 16 squadre;

## Roster
- Giulia Arturi, Play, 1987, 175 cm
- Annalisa Censini, Guardia, 1979, 170 cm
- Lija Kuzmaite, Centro, 1978, 198 cm
- Giulia Gatti, Play, 1989, 168 cm
- Vera Ponchiroli, Ala, 1983, 180 cm
- Selene Marulli, Ala, 1986, 180 cm
- Alessandra Calastri, Centro, 1985, 193 cm
- Martina Crippa, Guardia, 1989, 178 cm
- Michela Frantini, Guardia, 1983, 175 cm
- Mascia Bartesaghi, Ala, 1971, 176 cm
- Martina Colombera, Guardia, 1988, 178 cm
- Valerio Signorini, Allenatore
- Daniele Tronconi, Dirigente Accompagnatore